# Victorius (groupe)
Pour les articles homonymes, voir Victorius.
Victorius est un groupe allemand de power metal, originaire de Leipzig.

## Histoire

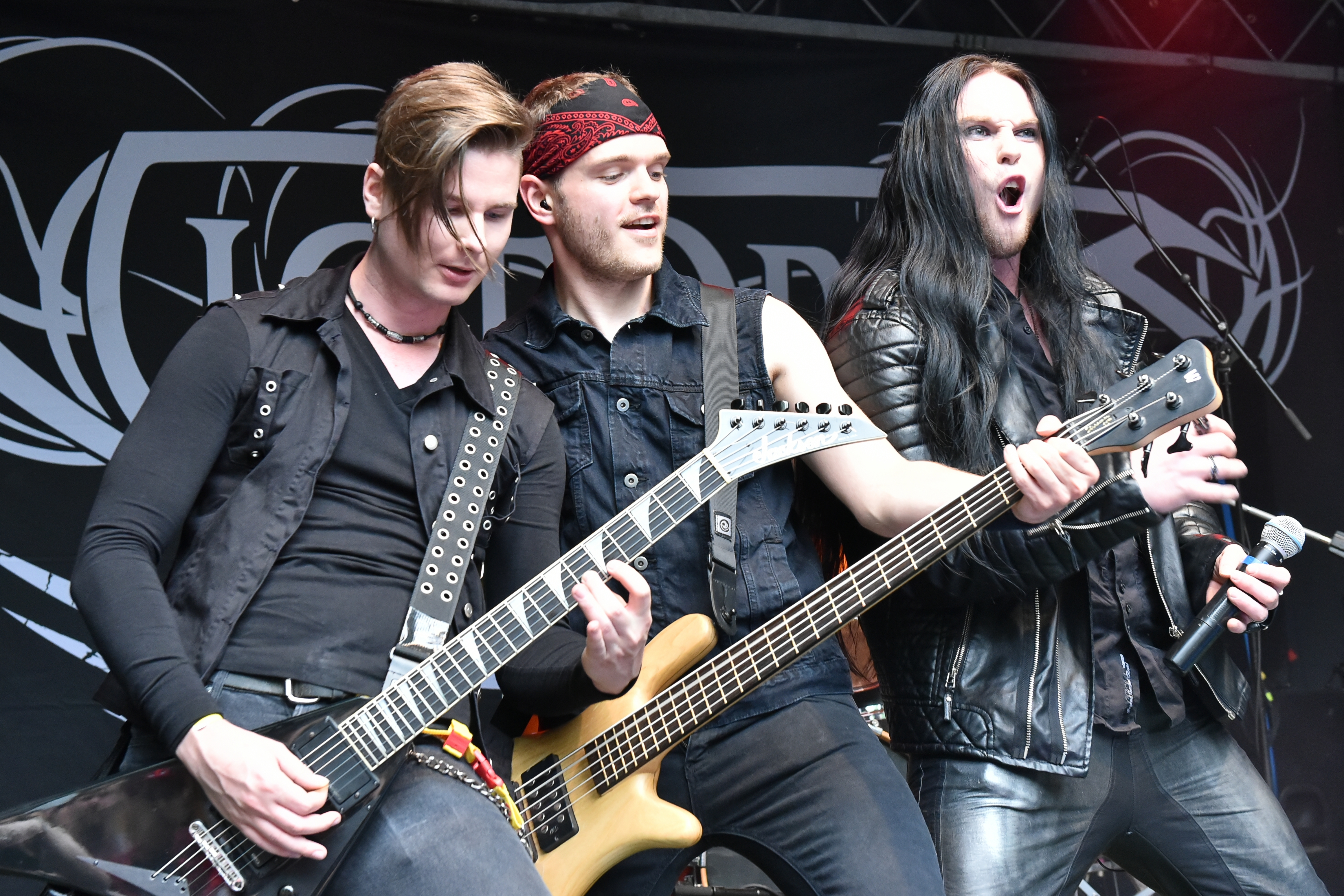
Dirk Scharsich, Andreas Dockhorn et David Baßin.

Victorius est formé en 2004. Le groupe sort une démo sans titre en 2008 et l'album Unleash the Titans en 2010, tous deux auto-produits. Durant cette période, le groupe donne de nombreux concerts dans le milieu du metal underground allemand. Le point culminant est un concert sur la scène principale du Metalfest Open Air Germany 2010 à Dessau.
En 2012, le groupe attire l'attention de labels discographiques avec l'autoproduction de l'album The Awakening. Il s'ensuit un contrat d'enregistrement avec Sonic Attack Records/SPV pour le marché européen et nord-américain, ainsi qu'un contrat d'enregistrement avec Avalon-Marquee pour le marché japonais. L'album sort ensuite en format CD sur trois continents en 2013. Outre divers concerts en club en Allemagne, le groupe joue notamment au Rockharz Open Air 2013. Début 2014, le groupe entame une tournée avec Freedom Call en Allemagne, aux Pays-Bas et en Suisse.
En janvier 2018, le groupe avait déjà présenté un nouvel EP, Dinosaur Warfare - Legend of the Power Saurus, publié par Massacre Records. Au Japon, le CD est publié par Fabtone. Victorius donne ensuite de nombreux concerts en tête d'affiche, dont la promotion est faite sous le nom de Tour of the Power Saurus. Le groupe joue pour la première fois au Japon, en Pologne, en Slovénie en France, en Roumanie, en Belgique et en Grande-Bretagne. En outre, le groupe effectue une tournée en Allemagne, en Autriche et en Suisse en tant que première partie du groupe allemand de heavy metal Mystic Prophecy. En 2019, une tournée européenne avec le groupe allemand de true metal Majesty suivra.
En 2019, Victorius est signé par Napalm Records. Le premier album sous le label Napalm Records, Space Ninjas from Hell, sort en janvier 2020. À cause de la pandémie de Covid-19, tous les concerts et les tournées sont reportés en 2020 et 2021. En 2022, le groupe annonce la sortie d'un nouvel album sous le label Napalm Records, réunissant les concepts de l'EP Dinosaur Warfare - Legend of the Power Saurus et de l'album Space Ninjas from Hell en un nouvel album-concept commun, Dinosaur Warfare Pt.2 - The Great Ninja War. La tournée européenne prévue en 2020 est rattrapée en 2022.

## Style musical
Victorius joue du power metal d'orientation germano-scandinave. Le style musical du groupe est axé sur les guitares et se caractérise par une vitesse généralement élevée et un son moderne. Le chant clair et puissant du chanteur David Baßin joue un rôle déterminant,. La presse spécialisée qualifie Victorius de « troisième génération de power metal » et la perçoit comme tel.

## Discographie

### Albums studio
- 2010 : Unleash the Titans
- 2012 : The Awakening (Sonic Attack / SPV)
- 2014 : Dreamchaser (Sonic Attack / SPV)[13]
- 2017 : Heart of the Phoenix (Massacre Records)[14]
- 2020 : Space Ninjas from Hell (Napalm Records)
- 2022 : Dinosaur Warfare Pt. 2 – The Great Ninja War (Napalm Records)

### EP
- 2008 : Demo 2008
- 2018 : Dinosaur Warfare - Legend of the Power Saurus (Massacre Records)

### Singles
- 2024 : Total T-Rex Terror